# 梅普爾斯米爾 (伊利諾伊州)
梅普爾斯米爾（英語：Maples Mill）是位於美國伊利諾伊州富爾頓縣的一個非建制地區。該地的面積和人口皆未知。

## 地理
梅普爾斯米爾的座標為40°25′42″N 90°01′50″W / 40.42833°N 90.03056°W，而該地的平均海拔高度為175米（即574英尺）。